# Vlamertinge
Vlamertinge és un poble de la província belga de Flandes Occidental i un barri de la ciutat de Ieper. El centre del poble de Vlamertinge es troba als afores del centre de la ciutat de Ieper, a la carretera principal N38, a la ciutat propera de Poperinge.
A més del centre de la ciutat de Ieper, Vlamertinge és el districte més gran de Ieper. A l'oest de Vlamertinge, al llarg de la carretera de Poperinge, es troba el llogaret de Brandhoek.

## Història
Les primeres dades sobre Vlamertinge daten de l'Edat Mitjana. En 857 es va construir una capella a Vlamertinge. En 970 Ieper va ser destruït i la capella de Vlamertinge es va incendiar. El document més antic, conegut fins ara, que inclou el nom de Flambertenges, és una escriptura de l'any 1066. Baldwin V, comte de Flandes, la seva esposa, Adela i el seu fill Baldwin, van lliurar béns a l'església i al capítol (religió) de Sint-Pieters per Lille. Aquests béns eren, entre d'altres, un desè situat a Elverdinge i també un desè situat a Vlamertinge - "In territorio Furnensi, in villa Elverzenges, decinam unam ; Flambertenges decinam similiter unam".
En l'Antic Règim Vlamertinge va ser un "Heerlijkheid" de Veurne-Ambacht amb 22 backlendings i va patir molt dels setges de prop de Ieper.

## Geografia
Vlamertinge es troba a 17 metres sobre el nivell del mar. El municipi també limita amb Ieper a l'est, Voormezele al sud-est, Kemmel i Dikkebus al sud, Reningelst al sud-oest, Poperinge a l'oest, Elverdinge al nord i Brielen al nord-est.

## Evolució demogràfica

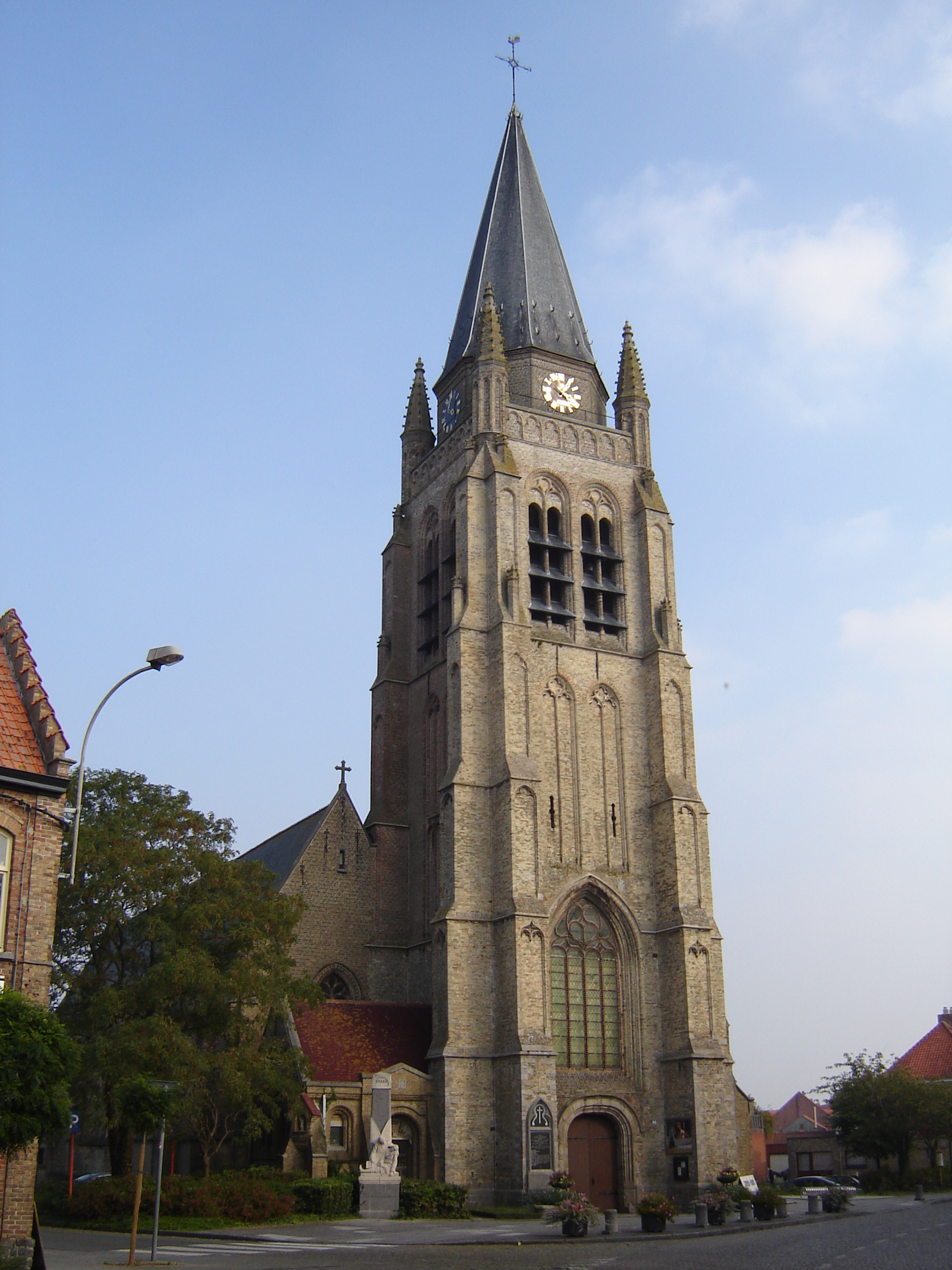

Del 1487 al 1697 veiem un gran descens a la població de Vlamertinge. L'explicació més plausible d'això hauria estat la guerra dels vuitanta anys a les disset províncies.

## Vistes
- L'església de Sant Vedastus
- L'antic ajuntament de Vlamertinge des de 1922, en estil neofelmènic renaixentista
- El castell de Vlamertinge o el castell del Parc van ser construïts en 1857-1858 per ordre del vescomte Pierre-Gustave du Parc, amb un disseny de Joseph Schadde.
- A Vlamertinge hi ha una sèrie de cementiris militars britànics de la Primera Guerra Mundial:
  - Brandhoek Military Cemetery
  - Red Farm Military Cemetery
  - Vlamertinghe Military Cemetery
  - Vlamertinghe New Military Cemetery
  - Railway Chateau Cemetery
  - Divisional Cemetery
  - Brandhoek New Military Cemetery
  - Brand Corner New Military Cemetery No.3
  - Hop Store Cemetery